# Psimada
Psimada là một chi bướm đêm thuộc họ Erebidae.

## Các loài tiêu biểu
- Psimada quadripennis Walker, 1858